# Рашівська волость
Рашівська волость — адміністративно-територіальна одиниця Гадяцького повіту Полтавської губернії.
Деякі поселення волості станом на 1859 рік:
- містечко Рашівка.
- село Новий Виселок

Старшинами волості були:
- 1900 року козак Федір Гордійович Козача;
- 1904 року козак Радіон Єрмолович Циркуль;
- 1913—1915 роках козак Кирило Петрович Залозний.